# Harlan County (Kentucky)
Harlan County is een county in de Amerikaanse staat Kentucky.
De county heeft een landoppervlakte van 1.210 km² en telt 33.202 inwoners (volkstelling 2000). De hoofdplaats is Harlan.

## Bevolkingsontwikkeling

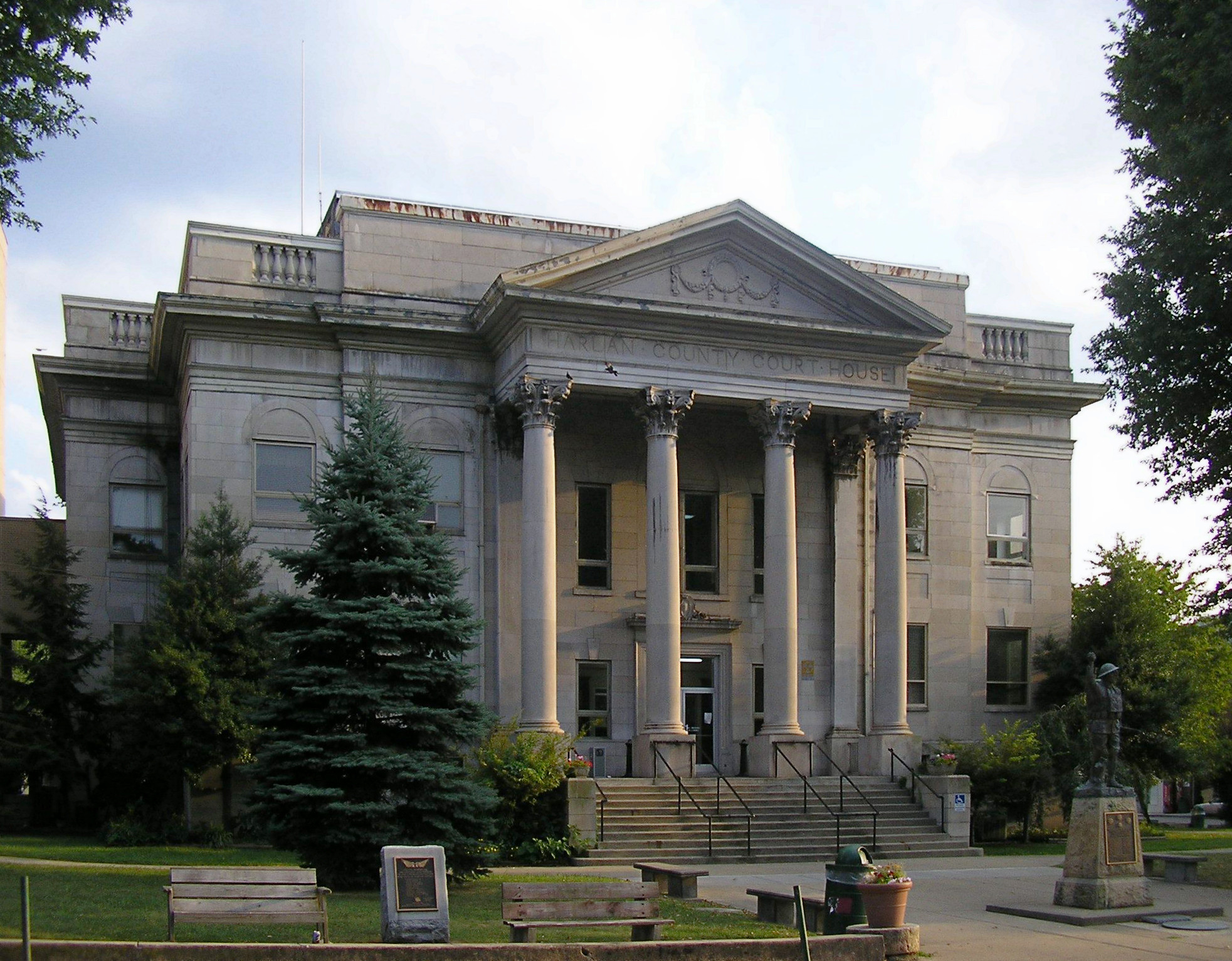
Harlan County Courthouse

## Geboren
- Jerry Chesnut (1931), songwriter